# تشارلي إنغل (لاعب كرة قاعدة)
تشارلي إنغل (بالإنجليزية: Charlie Engle)‏ هو لاعب كرة قاعدة أمريكي، ولد في 27 أغسطس 1903، وتوفي في 12 أكتوبر 1983 في سان أنطونيو في الولايات المتحدة.

## وصلات خارجية
- تشارلي إنغل على موقعبيزبول رفرنس.كوم (الدوري الرئيسي) (الإنجليزية)
- تشارلي إنغل على موقعبيزبول رفرنس.كوم (الدوري الثانوي) (الإنجليزية)